# NGC 3447
NGC 3447 (другие обозначения — UGC 6006, IRAS10507+1702, MCG 3-28-27, VV 252, ZWG 95.58, KCPG 255A, PGC 32694) — галактика в созвездии Лев.
Этот объект входит в число перечисленных в оригинальной редакции «Нового общего каталога».
В галактике вспыхнула сверхновая SN 2012ht типа Ia, её пиковая видимая звездная величина составила 18,6.
Галактика NGC 3447 входит в состав группы галактик NGC 3447. Помимо NGC 3447 в группу также входят NGC 3457, NGC 3447A, UGC 6007, UGC 6022 и UGC 6035.